# Thérèse Desqueyroux
Pour les articles homonymes, voir Thérèse Desqueyroux (homonymie).
Thérèse Desqueyroux [teʁɛz deskeʁuː] est un livre de François Mauriac paru en 1927. En 1950, ce roman fut inclus dans la liste du Grand prix des Meilleurs romans du demi-siècle. Il a été aussi adapté au cinéma en 1962 par Georges Franju et en 2012 par Claude Miller.

## Résumé du roman
Thérèse sort du palais de justice  dans la nuit. Une ordonnance de non-lieu vient d’être prononcée. Thérèse ne sera donc pas poursuivie par la justice, et pourtant tous la savent coupable : son père qui est venu la chercher, son avocat qui l’accompagne, son mari qui l’attend en leur propriété d’Argelouse, le lecteur enfin, qui s’attache cependant à elle car il la sent victime.
Pendant le voyage de nuit qui, de Bazas, la ramène à Argelouse au milieu de la lande, Thérèse pense à sa vie passée et imagine ce qu’elle va dire à Bernard, son mari, lorsqu’elle le retrouvera ; son mari qu’elle a voulu empoisonner. Ainsi les chapitres II à VIII constituent un long monologue intérieur par lequel le lecteur entre dans l’intimité de la pensée de Thérèse. C’est à la fois un retour sur le passé et une projection sur l’avenir.
Thérèse prépare, construit à l’intention de Bernard, son mari, une longue confession, qui n’est pas véritablement une plaidoirie, mais une mise à plat, un effort d’honnêteté pour essayer de comprendre ce qui s’est passé, comment elle a pu en arriver, froidement, à lui administrer du poison avec bel et bien l’intention de lui donner la mort.
Le sens de la vie de Thérèse est inscrit dans ces lignes : « Matinées trop bleues : mauvais signe pour le temps de l’après-midi et du soir. Elles annoncent les parterres saccagés, les branches rompues et toute cette boue. » Thérèse ne nie pas son crime mais cherche à l’expliquer. Elle n’a pas réfléchi, n’a rien prémédité, à aucun moment de sa vie. Nul tournant. Seule son enfance a été heureuse. Tout le reste de sa vie est comme marqué de la fatalité, elle n’en a pas été maître : mariée par convention, sans amour, seule au sein du couple, étrangère à son mari, Thérèse se sent prisonnière, son horizon est borné et sa vie ne lui appartient pas. Mais cet engluement est vécu sans révolte, la chape est trop lourde et c’est presque par hasard, sans y réfléchir, que Thérèse a l’idée du poison. C’est en tout cas sans passion, sans haine et comme mécaniquement. Et c’est cela qui la rend monstrueuse : sa froideur, son indifférence.
La longue confession qu’imagine Thérèse devrait permettre à son mari non pas d’excuser sa femme, de lui pardonner, mais peut-être tout simplement de l’approcher et de la comprendre. Ce long monologue, qui couvre plus de la moitié du livre tel un récapitulatif de sa vie depuis l’enfance, est construit autant à l’intention de Bernard que pour Thérèse elle-même qui espère toucher son mari.
Mais Thérèse arrive au bout du voyage qui la ramène chez elle, et elle se trouve, avec une brutalité inouïe, confrontée à la réalité. Bernard lui dicte sa conduite et elle n’aura pas le droit de prononcer un seul mot. Elle est écrasée, tout simplement niée en tant que personne, en tant que conscience.
La désillusion est violente et le roman, sans transition, passe du monologue intérieur au récit factuel, de l’intimité du personnage à l’extériorité la plus froide : Thérèse est consignée, recluse, puis bel et bien séquestrée… et cela au nom des conventions, de la famille et de l’honneur. L’individu est broyé.
Le dernier chapitre constitue une sorte d’épilogue : dans le respect des convenances, Bernard décide de rendre sa liberté à Thérèse ; il l’accompagne jusqu’à Paris où il l’abandonne à elle-même, le plus important pour lui étant de sauver les apparences alors que Thérèse a enfin l’impression d’être libre.
À la terrasse d’un café parisien, loin de l’étouffement de la famille et de la province, les conjoints ont failli se rencontrer. Bernard a failli descendre de ses certitudes, regarder sa femme, l’interroger. Mais non. Ce serait se remettre en cause lui-même.
Certes elle a accompli un geste criminel, mais elle requiert le pardon de son ancien époux, et elle ne l'obtiendra pas.

## Inspiration
Mauriac s'inspire, pour l'histoire de Thérèse Desqueyroux, de l'affaire Canaby, appelée aussi affaire des Chartrons. Henriette-Blanche Canaby est accusée, en 1905, d'avoir voulu empoisonner son mari, Émile Canaby, courtier en vins bordelais, alors endetté. Mauriac assiste à son procès à la cour d'assises de la Gironde le 25 mai 1906, au cours duquel elle est condamnée pour faux et usage de faux (fausses ordonnances pour se procurer auprès de pharmaciens de l'aconitine et de la digitaline, sans compter l'arsenic qui entrait dans la composition de la liqueur de Fowler qu'elle donnait à son mari en grande quantité). Son époux témoigne en sa faveur pour sauver les apparences de ce couple de la bourgeoisie bordelaise qui fait ménage à trois avec Pierre Rabot, un riche rentier. Ainsi, malgré le mobile possible d'Henriette-Blanche Canaby (toucher une forte indemnité au titre de l'assurance-vie souscrite par son mari et refaire sa vie avec son amant) et sa culpabilité criminelle assez évidente, l'accusation de tentative d'empoisonnement est rejetée et l'épouse est condamnée à 100 francs d'amende et 15 mois de prison, peine qu'elle n'effectuera pas en totalité.

## Suites
François Mauriac reviendra à de nombreuses occasions sur le personnage de Thérèse Desqueyroux qui apparaît régulièrement au détour de ses romans parus les années suivantes. Il décide à partir de 1932 de lui consacrer trois nouvelles dédiées, en forme d'épilogues sur divers aspects de la vie de son héroïne 10 et 15 ans après les faits du roman princeps : Thérèse chez le docteur (1933), Thérèse à l'hôtel (1933) et La Fin de la nuit (1935). Parues initialement dans la revue Candide, deux de ces nouvelles seront publiées aux éditions Grasset dans le recueil Plongée (1938).

## Adaptations à la radio et au cinéma
- 1945 : adaptation pour la RDF (Radiodiffusion française) par Jean Maurel.
- 1962 : Thérèse Desqueyroux, film de Georges Franju
- 1966 : La Fin de la nuit, film d'Albert Riéra qui adapte le roman du même titre de Mauriac qui est la suite de Thérèse Desqueyroux. Ce téléfilm est une suite du film de Georges Franju, avec l'actrice principale, Emmanuelle Riva, reprenant le rôle de Thérèse Desqueyroux.
- 2012 : Thérèse Desqueyroux, film de Claude Miller
- 2014 : Thérèse Desqueyroux l'empoisonneuse, film de Jules Émile
- 2017 : La Fin de la nuit, téléfilm français réalisé par Lucas Belvaux qui adapte le roman du même titre de Mauriac. C'est une sorte de suite à Thérèse Desqueyroux.

#### Articles
- Commentaire littéraire, Études littéraires, 25 pages.
- Études :
  - La genèse de l’œuvre, Web pédagogique, 4 pages.
  - La technique romanesque, Web pédagogique, 9 pages.
  - Les adaptations cinématographiques (versions de Georges Franju et de Claude Miller), Web pédagogique, 29 pages.
- Airi Suekane, La vraie figure de Thérèse dans Thérèse Desqueyroux, Mémoire, 2009, 24 pages.

#### Livres
- [Cadilhon 2018] François Cadilhon, Thérèse Desqueyroux : François Mauriac et ses voisins, Genève, Revue française d'histoire du livre, 2018, 10 p. (présentation en ligne)
- Véronique Anglard, François Mauriac Thérèse Desqueyroux, PUF, 1992
- Collectif, Thérèse Desqueyroux de François Mauriac, étude du texte, éditions Hatier, 1985
- Collectif, Thérèse Desqueyroux Résumé analytique, commentaire critique, documents complémentaires, Nathan, 1991
- Maurice Maucuer, Thérèse Desqueyroux Mauriac Analyse critique, Hatier, 1970